# 鈴木大輔 (サッカー選手)
鈴木 大輔（すずき だいすけ、1990年1月29日 - ）は、東京都国立市出身のプロサッカー選手。Jリーグ・ジェフユナイテッド千葉所属。ポジションはディフェンダー（センターバック）。元日本代表。

## 来歴

### プロ入り前
東京都国立市 生まれ。1歳年上の兄の影響で、小学1年生からサッカーを始めた。
小学2年生の頃に石川県金沢市へ移り住み、地元のクラブ『仲良しスポーツ少年団』に入団。当時のポジションはフォワードで、チームのエースストライカーを務めていた。
中学校進学後はテイヘンズFCの下部組織に所属し、監督の勧めでディフェンダーへ転向。2005年、U-15日本代表に選出された。
星稜高等学校進学後も各年代別日本代表に選出され、2007年、アルビレックス新潟の特別指定選手に登録された。同年、U-17日本代表の一員としてFIFA U-17ワールドカップに出場（グループリーグ敗退）。星稜高校では主将を務め、平成19年度全国高等学校総合体育大会で準優勝を果たしたが、第86回全国高等学校サッカー選手権大会では初戦敗退に終わった。

### アルビレックス新潟時代
2008年、アルビレックス新潟に入団し、翌年、第89回天皇杯2回戦奈良クラブ戦で公式戦初出場。
2010年、J1第9節ヴィッセル神戸戦でリーグ戦初出場。ナビスコカップグループリーグ第4節京都サンガF.C.戦で公式戦初得点を記録した。同年、各クラブの控えメンバーを中心としたU-21日本代表に選出され、広州アジア競技大会に出場。全7試合に出場し、史上初の金メダル獲得に貢献した。同大会後も関塚隆監督に重用され、ロンドン五輪アジア予選を戦った。
2011年、J1第1節アビスパ福岡戦での途中出場をきっかけにチャンスを掴み、徐々にレギュラーに定着。J1第13節浦和レッズ戦でリーグ戦初得点を記録した。
2012年、ロンドン五輪日本代表に選出され、オーバーエイジ枠で出場した吉田麻也と共にセンターバックを組み、過密日程の中全6試合に先発フル出場。メダルは逃したものの、44年ぶりのベスト4進出に貢献した。クラブでは最終節まで残留争いに巻き込まれたが、リーグ2位タイとなるシーズン通算34失点の堅守を支えた。

### 柏レイソル時代
2013年1月5日、柏レイソルへの完全移籍が発表された。J1第17節清水エスパルス戦で移籍後初得点を記録したが、これはJ1リーグ戦の通算17000ゴール目となるメモリアルゴールであった。7月25日、東アジアカップ2013オーストラリア戦で国際Aマッチ初出場。
2014年10月5日、怪我により辞退した昌子源に代わり、約1年ぶりに日本代表に追加招集された。
2016年1月15日、柏レイソルを退団することが発表された。

### ジムナスティック・タラゴナ時代
柏レイソルを退団した後はスペイン・リーガ・エスパニョーラのラージョ・バジェカーノへの移籍に向けて交渉していたがまとまらず 冬の移籍市場では新天地が決まっていなかったが、2016年2月16日、スペイン・セグンダ・ディビシオンのジムナスティック・タラゴナへの加入が発表された。契約期間は2015-16シーズン終了までで、2年の契約延長というオプションが付けられている。リーグ戦では3位に入り昇格プレーオフに進出し、準決勝では6位のCAオサスナと対戦した。ホームで行われた第1戦は1-3と落とし、アウェーで行われた第2戦も2-3で敗れてプリメーラ・ディビシオンへの昇格はならなかった。
2017年2月26日、セグンダ・ディビシオン第27節のレアル・サラゴサ戦では海外移籍後初得点を決めた。
2018年8月19日、3シーズン在籍したジムナスティック・タラゴナから退団したことを自身のインスタグラムで発表した。

### 柏復帰
2018年9月9日、柏レイソルへの2015シーズンぶりの復帰が発表された。降格危機にあったチームを救えず、リーグ戦17位でJ2降格となった。

### 浦和レッズ時代
2018年12月19日、浦和レッズに完全移籍で加入することが発表された。3バックの1角として活躍し、ACL決勝進出に貢献した。
2020年2月21日に行われたJリーグ開幕戦・湘南ベルマーレ戦で、2-2で迎えた69分に自陣ペナルティーエリア内でハンドの反則を犯し、このシーズンからリーグ戦で導入されたVAR（ビデオ・アシスタント・レフェリー）とOFR（オン・フィールド・レビュー）が初めて適用された。OFRについて、「（自分のハンドしたシーンがスタジアムのオーロラ・ビジョンに映し出された）瞬間の歓声は、けっこうこたえた」と試合後に述べた。適用の結果PKを献上したが、これを相手FWタリクが外して事無きを得、チームもその後関根貴大の得点で3-2で勝利。試合後の取材に対し「正直、ホッとした」と答えた。先発に定着する事はなく、退団となった。

### ジェフユナイテッド千葉時代
2020年12月28日、ジェフユナイテッド千葉に完全移籍で加入することが発表された。

## 所属クラブ
- 1998年 - 2001年 仲良しスポーツ少年団（金沢市立諸江町小学校）
- 2002年 - 2004年 テイヘンズFCジュニアユース（金沢市立浅野川中学校）
- 2005年 - 2007年 星稜高校
  - 2007年 アルビレックス新潟（特別指定選手）
- 2008年 - 2012年 アルビレックス新潟
- 2013年 - 2015年 柏レイソル
- 2016年 - 2018年 ジムナスティック・タラゴナ
- 2018年9月 - 同年12月 柏レイソル
- 2019年 - 2020年 浦和レッズ
- 2021年 - ジェフユナイテッド千葉

## 個人成績
| 国内大会個人成績 | 国内大会個人成績 | 国内大会個人成績 | 国内大会個人成績 | 国内大会個人成績 | 国内大会個人成績 | 国内大会個人成績 | 国内大会個人成績 | 国内大会個人成績 | 国内大会個人成績 | 国内大会個人成績 | 国内大会個人成績 |
| 年度             | クラブ           | 背番号           | リーグ           | リーグ戦         | リーグ戦         | リーグ杯         | リーグ杯         | オープン杯       | オープン杯       | 期間通算         | 期間通算         |
| 年度             | クラブ           | 背番号           | リーグ           | 出場             | 得点             | 出場             | 得点             | 出場             | 得点             | 出場             | 得点             |
| 日本             | 日本             | 日本             | 日本             | リーグ戦         | リーグ戦         | リーグ杯         | リーグ杯         | 天皇杯           | 天皇杯           | 期間通算         | 期間通算         |
| ---------------- | ---------------- | ---------------- | ---------------- | ---------------- | ---------------- | ---------------- | ---------------- | ---------------- | ---------------- | ---------------- | ---------------- |
| 2008             | 新潟             | 26               | J1               | 0                | 0                | 0                | 0                | 0                | 0                | 0                | 0                |
| 2009             | 新潟             | 26               | J1               | 0                | 0                | 0                | 0                | 1                | 0                | 1                | 0                |
| 2010             | 新潟             | 4                | J1               | 5                | 0                | 1                | 1                | 2                | 1                | 8                | 2                |
| 2011             | 新潟             | 4                | J1               | 24               | 1                | 3                | 0                | 1                | 0                | 28               | 1                |
| 2012             | 新潟             | 4                | J1               | 28               | 0                | 4                | 1                | 0                | 0                | 32               | 1                |
| 2013             | 柏               | 4                | J1               | 23               | 1                | 3                | 0                | 2                | 0                | 28               | 1                |
| 2014             | 柏               | 4                | J1               | 32               | 3                | 8                | 0                | 2                | 0                | 42               | 3                |
| 2015             | 柏               | 4                | J1               | 34               | 3                | 1                | 0                | 2                | 0                | 37               | 3                |
| スペイン         | スペイン         | スペイン         | スペイン         | リーグ戦         | リーグ戦         | 国王杯           | 国王杯           | オープン杯       | オープン杯       | 期間通算         | 期間通算         |
| 2015-16          | ジムナスティック | 18               | セグンダ         | 15               | 0                | -                | -                | -                | -                | 15               | 0                |
| 2016-17          | ジムナスティック | 18               | セグンダ         | 34               | 1                | 2                | 0                | -                | -                | 36               | 1                |
| 2017-18          | ジムナスティック | 18               | セグンダ         | 19               | 0                | 1                | 0                | -                | -                | 20               | 0                |
| 日本             | 日本             | 日本             | 日本             | リーグ戦         | リーグ戦         | リーグ杯         | リーグ杯         | 天皇杯           | 天皇杯           | 期間通算         | 期間通算         |
| 2018             | 柏               | 4                | J1               | 9                | 1                | 2                | 0                | -                | -                | 11               | 1                |
| 2019             | 浦和             | 4                | J1               | 15               | 0                | 1                | 0                | 2                | 1                | 18               | 1                |
| 2020             | 浦和             | 4                | J1               | 5                | 0                | 1                | 0                | -                | -                | 6                | 0                |
| 2021             | 千葉             | 13               | J2               | 41               | 3                | -                | -                | 1                | 0                | 42               | 3                |
| 2022             | 千葉             | 13               | J2               | 20               | 2                | -                | -                | 1                | 0                | 21               | 2                |
| 2023             | 千葉             | 13               | J2               | 40               | 4                | -                | -                | 1                | 0                | 41               | 4                |
| 2024             | 千葉             | 13               | J2               | 14               | 3                | 0                | 0                | 1                | 0                | 15               | 3                |
| 2025             | 千葉             | 13               | J2               |                  |                  |                  |                  |                  |                  |                  |                  |
| 通算             | 日本             | 日本             | J1               | 175              | 9                | 24               | 2                | 12               | 2                | 211              | 13               |
| 通算             | 日本             | 日本             | J2               | 115              | 12               | 0                | 0                | 4                | 0                | 119              | 12               |
| 通算             | スペイン         | スペイン         | セグンダ         | 68               | 1                | 3                | 0                | -                | -                | 71               | 1                |
| 総通算           | 総通算           | 総通算           | 総通算           | 358              | 22               | 27               | 2                | 16               | 2                | 401              | 26               |

- 2007年は特別指定選手（出場なし）

その他の公式戦
- 2013年
  - スーパーカップ 1試合0得点
- 2023年
  - J1昇格プレーオフ 1試合0得点

| 国際大会個人成績 | 国際大会個人成績 | 国際大会個人成績 | 国際大会個人成績 | 国際大会個人成績 |
| 年度             | クラブ           | 背番号           | 出場             | 得点             |
| AFC              | AFC              | AFC              | ACL              | ACL              |
| ---------------- | ---------------- | ---------------- | ---------------- | ---------------- |
| 2013             | 柏               | 4                | 9                | 0                |
| 2015             | 柏               | 4                | 9                | 0                |
| 2019             | 浦和             | 4                | 10               | 0                |
| 通算             | AFC              | AFC              | 28               | 0                |

その他の国際公式戦
- 2014年
  - スルガ銀行チャンピオンシップ2014 1試合0得点
- 2015年
  - AFCチャンピオンズリーグ2015 東地区プレーオフ 1試合0得点
- 公式戦初出場 - 2009年10月11日 第89回天皇杯2回戦 奈良クラブ戦（東北電力ビッグスワンスタジアム）
- Jリーグ初出場 - 2010年5月1日 J1第9節 ヴィッセル神戸戦（ホームズスタジアム神戸）
- 公式戦初得点 - 2010年5月26日 ヤマザキナビスコカップグループリーグ第4節 京都サンガF.C.戦（東北電力ビッグスワンスタジアム）
- Jリーグ初得点 - 2011年5月28日 J1第13節 浦和レッズ戦（埼玉スタジアム2002）
- 国際Aマッチ初出場 - 2013年7月25日 東アジアカップ2013 オーストラリア戦（華城総合運動場）

## 代表歴

### 出場大会
- U-15日本代表
- U-16日本代表
- U-17日本代表
  - 2007年 2007 FIFA U-17ワールドカップ（2試合0得点）
- U-19日本代表
  - 2007年 AFC U-19選手権2008 (予選)（3試合0得点）
- U-20日本代表
  - 2009年 東アジア競技大会（4試合1得点）
- U-21日本代表
  - 2010年 広州アジア競技大会（7試合1得点）
- U-22日本代表
  - 2011年 - ロンドンオリンピックアジア2次予選
  - 2011年 - ロンドンオリンピックアジア最終予選
- U-23日本代表
  - 2012年 トゥーロン国際大会
  - 2012年 ロンドン五輪（6試合0得点）
- 日本代表
  - 2013年 EAFF東アジアカップ2013（1試合0得点）

### 試合数
- 国際Aマッチ 2試合 0得点（2013年 - 2014年）

| 日本代表 | 国際Aマッチ | 国際Aマッチ |
| 年       | 出場        | 得点        |
| -------- | ----------- | ----------- |
| 2013     | 1           | 0           |
| 2014     | 1           | 0           |
| 通算     | 2           | 0           |

### 出場
| No. | 開催日         | 開催都市 | スタジアム                         | 対戦国         | 結果 | 監督         | 大会                   |
| --- | -------------- | -------- | ---------------------------------- | -------------- | ---- | ------------ | ---------------------- |
| 1.  | 2013年7月25日  | 華城     | 華城競技場                         | オーストラリア | ○3-2 | ザッケローニ | EAFF東アジアカップ2013 |
| 2.  | 2014年10月14日 | カラン   | シンガポール・ナショナルスタジアム | ブラジル       | ●0-4 | アギーレ     | 国際親善試合           |

## タイトル

### クラブ
柏レイソル
- Jリーグカップ：1回（2013年）
- スルガ銀行チャンピオンシップ：1回（2014年）

### 代表
U-21日本代表
- アジア競技大会：1回（2010年）

日本代表
- 東アジアカップ：1回（2013年）

### 個人
- AFCチャンピオンズリーグ ドリームチーム：1回（2013年[18]）